# 徐鴻泰
徐鴻泰，河南省開封府杞縣人，清朝政治人物、進士出身。

## 生平
光緒十六年（1890年），参加光緒庚寅科殿試，登進士二甲105名。同年五月，著主事，分部学习。